# Réaliste (album)
Pour les articles homonymes, voir Réaliste.
Albums de Florent Pagny
Merci
(1990) Rester vrai
(1994)
Singles
1. Tue-moi
Sortie : juin 1992
2. Qu'est-ce qu'on a fait
Sortie : 1993

Réaliste est le 2e album studio de Florent Pagny paru le 22 juillet 1992.
Cet album correspond à une période plus sombre de la vie de son interprète.  Florent Pagny vient en effet de rompre avec Vanessa Paradis, il fait face à des problèmes fiscaux et la presse continue à le boycotter à la suite de sa chanson Presse qui roule (sur son album précédent). C'est dans ce contexte que Pagny prépare son album dans une maison de la banlieue parisienne, où il a aménagé un studio en sous-sol. 
Il s'entoure à nouveau de Jean-Yves D'Angelo et Franck Langolff mais aussi David Rhodes, arrangeur de Peter Gabriel et de quelques autres nouveaux.
Le premier single qui est extrait de l'album est Tue-moi qui est en fait une reprise de Franck Langolff et qui est le seul titre auquel Pagny n'a pas participé à l'écriture des paroles.  Il sera suivi par un deuxième single, Qu'est-ce qu'on a fait ?.
L'album comprend également son premier duo, Paupières mi-closes, avec Viktor Lazlo.
En France, l'album rentrera dans le classement du SNEP, le 5 août 1992 et y restera à peine 11 semaines.  Sa meilleure place est la n° 20.

## Liste des titres
| No  | Titre                                          | Auteur                                              | Durée |
| --- | ---------------------------------------------- | --------------------------------------------------- | ----- |
| 1.  | Tue-moi                                        | Francis Basset/Franck Langolff                      | 3:40  |
| 2.  | Qu'est-ce qu'on a fait ?                       | Florent Pagny                                       | 4:12  |
| 3.  | Elle dit                                       | Florent Pagny/David Rhodes                          | 4:02  |
| 4.  | Aveugles du pouvoir                            | Florent Pagny                                       | 4:23  |
| 5.  | Et qui sait                                    | Jean-Baptiste Brimont-Florent Pagny/Franck Langolff | 3:15  |
| 6.  | Tout seul ensemble                             | Florent Pagny                                       | 4:10  |
| 7.  | Paupières mi-closes (en duo avec Viktor Lazlo) | Florent Pagny/Jean-Jacques Lemoine                  | 4:22  |
| 8.  | Économie est une déesse                        | Florent Pagny/Jean-Yves D'Angelo-David Rhodes       | 4:06  |
| 9.  | Ma vie de mort                                 | Florent Pagny/Jean-Yves D'Angelo-Patrick Dupont     | 4:50  |
| 10. | Bien sûr qu'il n'y a rien à dire               | Florent Pagny/Serge Ubrette                         | 3:22  |